# Пинскер, Зиновий Григорьевич
Зино́вий Григо́рьевич Пи́нскер (1904—1986) ― советский инженер-физик, доктор физико-математических наук, профессор, Заслуженный деятель науки РСФСР. Один из создателей электронографического структурного анализа.

## Биография
Родился 13 февраля 1904 года в городе Херсон.
В 1929 году окончил химический факультет МВТУ имени Баумана, после этого был ассистентом кафедры физики Московского университета.
С 1932 года работал в Институте прикладной минералогии, а с 1936 года по предложению Владимира Вернадского приступил к работе в Биогеохимической лаборатории АН СССР. Там же в 1938 году защитил кандидатскую диссертацию, а в 1943 году и докторскую.
В 1944 году перешел на работу в Институт кристаллографии АН СССР, через 10 лет организовал в нем и возглавил лабораторию электронографии. С 1946 по 1957 год преподавал профессором в Горьковском университете. Также преподавал в МГУ и Московском институте стали и сплавов.
В 1954 году стал лауреатом премии имени Е. С. Федорова. В том же году избран профессором.
Умер в 1986 году в Москве, похоронен на Кунцевском кладбище.

## Научная деятельность
Изучал кристаллографию и кристаллохимию, которые в дальнейшем имели большое значение для последующего развития материаловедения и микроэлектроники. С конца 1920-х годов изучал коллоидные растворы.
В 1932 году начал исследования по дифракции электронов. В 1935 году рассчитал явление точечной дифракции. В 1936 году разработал макет первого электронографа с большим разрешением, а в 1940 году — масс-спектрографа.
В 1938—1939 году получил электронографические снимки слоистых кристаллов, работа была осуществлена совместно с Л. Татариновой. Эти снимки показали возможность определить атомную структуру кристаллов. Был во главе исследований атомной структуры тонких пленок карбидов, нитридов и оксидов металлов, а также полупроводников.

## Награды и звания
- Премия имени Е. С. Федорова (1954)
- Премия Президиума АН СССР (1954) за работы по электронографическому определению положения атомов водорода в кристаллических решетках
- Заслуженный деятель науки и техники РСФСР[3]